# Жовтушник Маршалла
Жовтушник Маршалла (Erysimum marschallianum) — вид рослин з родини капустяних (Brassicaceae); поширений у Європі від Німеччини до південноєвропейської Росії та в Азії від Казахстану до Далекого Сходу.

## Поширення
Поширений у Європі від Німеччини до південноєвропейської Росії та в Азії від Казахстану до Далекого Сходу.